# Uacite (província)
Uacite (em árabe: واسط, lit. 'Wasiṭ') é uma das 19 províncias do Iraque. Possui 17 150 quilômetros quadrados e segundo censo de 2018, havia 1 378 723 habitantes. Sua capital fica em Kut.